# Hellingly
Hellingly is een civil parish in het bestuurlijke gebied Wealden, in het Engelse graafschap East Sussex met 1820 inwoners. De gehuchten Lower en Upper Dicker worden doorgaans tot Hellingly gerekend. In Lower Dicker staat de bekende Zoar Strict Baptist Chapel.

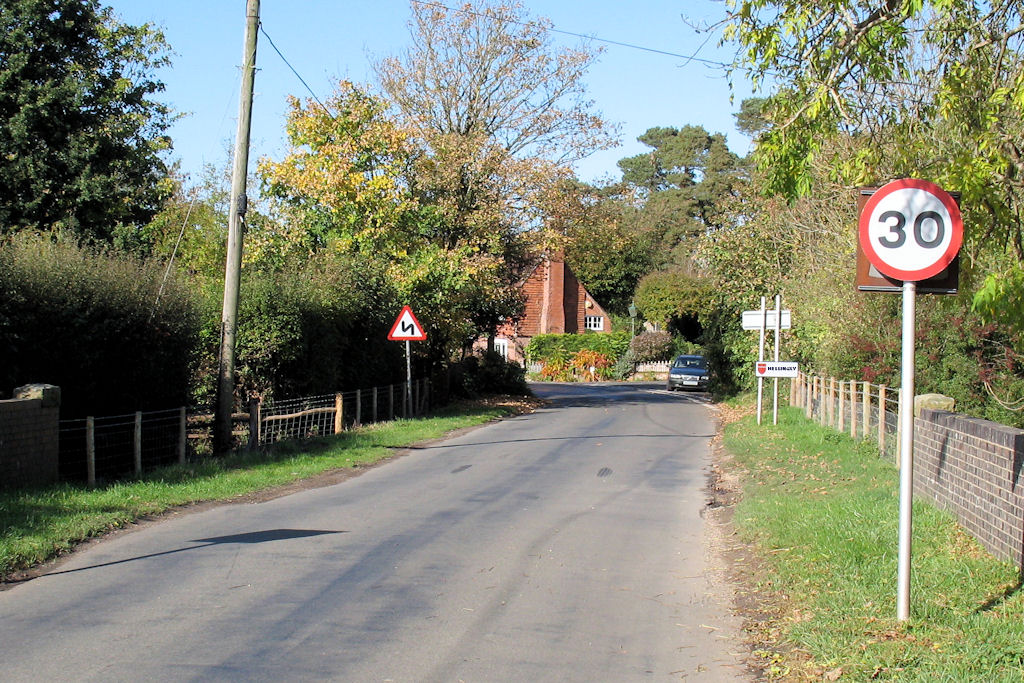
Hellingly